# Gulczewo (województwo kujawsko-pomorskie)
Gulczewo – wieś w Polsce położona w województwie kujawsko-pomorskim, w powiecie żnińskim, w gminie Barcin. Wieś jest częścią sołectwa Kania.
W latach 1975–1998 miejscowość administracyjnie należała do województwa bydgoskiego.
Inne miejscowości o nazwie Gulczewo: Gulczewo